# Zwartborsttroepiaal
De zwartborsttroepiaal (Icterus prosthemelas) is een zangvogel uit de familie Icteridae (troepialen).

## Verspreiding en leefgebied
Deze soort komt voor van zuidelijk Mexico tot Panama en telt 2 ondersoorten:
- Icterus prosthemelas prosthemelas: van zuidoostelijk Mexico tot centraal Costa Rica.
- Icterus prosthemelas praecox: van zuidoostelijk Costa Rica tot westelijk Panama.